# Carex gandakiensis
Carex gandakiensis là một loài thực vật có hoa trong họ Cói. Loài này được Katsuy. mô tả khoa học đầu tiên năm 2008.